# Vision of Love
«Vision of Love» — песня американской певицы Мэрайи Кэри, выпущенная в мае 1990 года лейблом Columbia Records в качестве первого сингла с её одноимённого дебютного альбома. Авторами являются Мэрайя Кэри и Бен Маргулис. В отличие от первоначальной версии на демонстрационной кассете, песня была заново перепета в студии и обработана Реттом Лоуренсом и Нарадой Майклом Уолденом. «Vision of Love» — композиция среднего танцевального темпа; бэк-вокал спет самой Кэри и отличается использованием свисткового регистра. Текст песни повествует о прошлых и нынешних отношениях с возлюбленным. Мэрайя описывает «ви́дение любви», о которой она мечтала, а также любовь, которую испытывает к молодому человеку.
В апреле 1990 года был снят музыкальный видеоклип, в котором Мэрайя Кэри поёт и размышляет, сидя на подоконнике у большого окна. Певица выступала с «Vision of Love» на нескольких телевизионных шоу и церемониях, таких как «Шоу Опры Уинфри», The Arsenio Hall Show и на 33-й церемонии «Грэмми». Песня была спета на каждом концертном туре певицы и включена в «живой» альбом MTV Unplugged, а также в сборники Number 1's (1998), Greatest Hits (2001), The Ballads (2008) и The Essential Mariah Carey (2011).
«Vision of Love» пользовалась успехом музыкальных критиков. В то время как инструментальная часть композиции была типичной для поп-песен конца 1980-х, в отношении вокала это было не так: он был более эффектным и отличался бо́льшим вокальным диапазоном, чем у других популярных артистов того времени, таких как Пола Абдул и Дебби Гибсон. Мэрайю хвалили за использование мелизмов в современной музыке и за то, что она побудила нескольких исполнителей начать собственную музыкальную карьеру. Американский еженедельник The New Yorker назвал песню «Великой хартией мелизмов» и отметил влияние Мэрайи на популярность мелизмов среди поп-, R&B-артистов и конкурсантов телешоу American Idol. Кроме того, журнал Rolling Stone писал: «Трепещущие вереницы нот, которые украшают песню, послужили вдохновением для вокальной школы American Idol и, что бы там ни было, фактически для каждой R&B-певицы 1990-х». Песня возглавляла музыкальные чарты Канады, Новой Зеландии и США, где удерживала лидирующую позицию четыре недели подряд.

## Предыстория и запись
Мэрайя Кэри начала писать песни в 1986 году, когда училась в средней школе. После того как она со своим другом Кевином Кристофером сочинили первую песню, Мэрайя познакомилась с барабанщиком и автором песен Беном Маргулисом. Позже они стали друзьями и начали создавать новые песни. Их первая совместная композиция называлась «Here We Go Around Again». На протяжении года они написали семь песен для демонстрационной кассеты Мэрайи; среди них был черновой и незавершённый вариант «Vision of Love». Мэрайя рассказала Фреду Бронсону, автору книги The Billboard Book of Number One Hits, о знакомстве и совместной работе с Беном:

«Для нашей песни мне и Кевину Кристоферу нужен был человек, играющий на клавишных инструментах. Мы позвали кого-то, но тот не смог прийти, и мы случайно наткнулись на Бена. Он пришёл на сессию и неважно играл на клавишных, он больше барабанщик, но после того дня мы продолжали общаться и стали сотрудничать как авторы».
Оригинальный текст (англ.)«We needed someone to play keyboards for a song I did with Gavin Christopher. We called someone and he couldn't come, so by accident we stumbled on Ben. Ben came to the session, and he can't really play keyboards very well-he's really more of a drummer-but after that day, we kept in touch, and we just sort of clicked as writers».

После встречи с Брендой К. Старр и знакомства с Томми Моттолой, будущим главой лейбла Sony Music Entertainment, песня была заново перепета в профессиональной студии. Мэрайя полетела в Лос-Анджелес к Ретту Лоуренсу, одному из основных продюсеров альбома. После прослушивания демоверсии Лоуренс посчитал, что в песне есть ощущение: «шаффла 50-х гг.». Мэрайя согласилась внести изменения в песню, и Лоуренс увеличил музыкальный темп композиции, с тем чтобы она звучала более современно. «Vision of Love» была записана в студии Skyline Studios в Нью-Йорке; в творческую группу вошли: клавишные — Ретт Лоуренс, ударные — Бен Маргулис, бас — Маркус Миллер,  гитара — Джимми Рипп, звукорежиссёр ударных — Рэн Клайс. Лоуренс взял партию вокала Мэрайи с демонстрационной кассеты и использовал его в качестве бэк-вокала в финальной версии песни. После добавления различных инструментовок Лоуренс и второй продюсер Нарада Майкл Уолден закончили работу над «Vision of Love».

## Музыка и текст
«Vision of Love» — песня о любви, написанная под влиянием поп и R&B жанров. Она отличается сильным бэк-вокалом, свистковым регистром и мелизмами. Музыкальный критик Крис Никсон описал вокал в песне:

«[„Vision of Love“] оказалась идеальной для того, чтобы продемонстрировать вокал [Кэри]. Песня с очень точным, медленным танцевальным темпом предоставила свободу действий бэк-вокалу (в её собственном многоголосном исполнении), который перекликается с основной партией. В последнем припеве голос Мэрайи взмывает вверх до узнаваемых высоких нот прежде, чем затихает аранжировка, позволяя допеть кульминационную часть песни в одиночку».
Оригинальный текст (англ.)«['Vision of Love'] was the perfect introduction to her voice. With an ideal slow-dancing tempo, it still managed to swing, with Mariah's background vocals (herself multi-tracked) answering her lead. On the final chorus, her voice flew towards those trademark high notes before the instruments drop out, leaving Mariah to sing her way out to the tune's climax alone».

Согласно опубликованным данным на сайте Musicnotes.com, композиция «Vision of Love» написана в тональности до мажор; вокальный диапазон певицы охватывает интервал от ноты Ми♭ малой октавы до ноты До четвёртой октавы. Альбомная версия сильно отличалась от первоначальной на демонстрационной кассете Мэрайи. Майкл Слезак из Entertainment Weekly написал, относительно аранжировки и вокала: «Начиная с первых фантастических звуков до отличительных свистковых нот, первый сингл Мэрайи вдохновляет — даже те, кто выражает недовольство её вокальным стилем, находятся в затруднении, так как не могут найти недочёты в этой воодушевляющей песне с оттенками госпела о поисках „единственного [возлюбленного], который ей нужен“».
Текст песни допускает различные толкования, которые были предложены музыкальными критиками. Некоторые из них предполагали связь Мэрайи с Богом, в то время как другая часть критиков — с возлюбленным. Певица подтвердила обе версии, хотя уточнила то, что песня связана с её детством, и истоки проблемы, поднимаемой в песне, начинаются именно с того времени. Майкл Слезак писал: «Хотя до сих пор остаётся неясным, отмечает ли она любовь к всевышнему или свои высокие отношения с возлюбленным, эта роскошная баллада имеет почти религиозное звучание». В 1991 году Мэрайя говорила в интервью журналу Ebony о лирическом содержании песни:

«Подумайте над словами: „Молившись ночи на пролёт/Чувствуя себя одиноко/Кругом отчуждение и гнёт/Несла это бремя свободно/Пришлось быть сильнее/Верила в себя/Теперь я успешна/Я нашла себя“. Если ты молод, это не значит что у тебя не было трудностей в жизни. Мне было тяжело, столько событий происходило вокруг, приходилось учиться на своих ошибках, да к тому же мои родители развелись. Я всегда чувствовала своё отличие ото всех, кто жил в моих окрестностях. Я была другой — этнически. И иногда это было проблемой. Наверняка, вы подумаете, что мне проще было бы идти по жизни как „белой девушке“. Однако, я не могу быть не самой собой».
Оригинальный текст (англ.)«Consider the lyrics: Prayed through the nights/Felt so alone/Suffered from alienation/Carried the weight on my own/Had to be strong/So I believed/And now I know I’ve succeeded/In finding the place I conceived. Well, just because you are young doesn’t mean that you haven’t had a hard life. It’s been difficult for me, moving around so much, having to grow up by myself, basically on my own, my parents divorced. And I always felt kind of different from everyone else in my neighborhoods. I was a different person — ethnically. And sometimes that can be a problem. If you look a certain way everybody goes, 'White girl,' and I’d go, No, that’s not what I am».

По словам Никсона, Кэри решила выразить свои сокровенные чувства в песнях, а не оставаться подавленной жизненными трудностями. «В действительности, ты должен заглянуть внутрь себя, найти силы и сказать „Я горжусь тем, кто я есть, и я просто хочу быть самим собой“».

## Реакция общественности

### Отзывы критиков
Музыкальные критики похвалили музыку, текст, вокал и использование мелизмов в «Vision of Love». В ретроспективном обзоре альбома американский журнал Entertainment Weekly назвал песню «вдохновляющей» и похвалил использование Мэрайей Кэри свисткового регистра. В 2006 году музыкальный критик еженедельника The New Yorker Саша Фрер-Джонс назвал песню «Великой хартией мелизмов» и отметил влияние Мэрайи на популярность мелизмов среди поп-, R&B-артистов и конкурсантов телешоу American Idol. В американском журнале Rolling Stone было отмечено, что «трепещущие вереницы нот, которые украшают песню „Vision of Love“, послужили вдохновением для вокальной школы American Idol и, что бы там ни было, фактически для каждой R&B-певицы девяностых годов». Музыкальный критик Рич Джузвиак из электронного развлекательного журнала Slant Magazine написал: «Я считаю [„Vision of Love“] была ви́дением будущего мира American Idol». В отдельном обзоре для журнала Slant он писал: «Вторая половина песни „Vision Of Love“ (начинающаяся с кульминационного развития) — последовательность крещендо, которое становится настолько интенсивным, что вступает ещё один голос Мэрайи и поддерживает кульминацию». В дополнение к вышесказанному, он похвалил использование свисткового регистра в песне: «И затем звучит высокая нота. И тогда начинается заключительная вокальная часть, более похожая на аттракцион „американские горки“. Если Вы думаете, что это не кульминационный момент, то она доказывает Вашу неправоту финальным словом „be“, переходящим в звуки „mm hmm hmm“». Билл Лемб из портала About.com сказал, что «„Vision of Love“ — одна из лучших песен Мэрайи Кэри за всю её творческую карьеру <…> Это одна из самых ошеломляющих дебютных песен, выпущенных когда-либо». Журнал The Village Voice утверждает, что «Vision of Love» стала основоположником тенденции развития мелизмов в песнях будущего.

### Коммерческий успех
2 июня 1990 года «Vision of Love» появилась в американском чарте Billboard Hot 100 на 73 позиции. Спустя девять недель после своего дебюта композиция достигла пика на первом месте и удерживала лидирующую позицию четыре недели подряд, став шестой самой успешной песней в итоговом годовом чарте Hot 100. «Vision of Love» возглавляла чарты Hot R&B/Hip-Hop Songs (2 недели) и Hot Adult Contemporary Tracks (3 недели). В августе 1990 года сингл получил золотой сертификат от Американской ассоциации звукозаписывающих компаний, присуждаемый за продажу более 500 000 экземпляров записи. 7 июля 1990 года «Vision of Love» вошла в канадский чарт Canadian RPM Singles Chart на 75 месте. На восьмую неделю пребывания в чарте, песня заняла первое место; композиция находилась в чарте 17 недель. «Vision of Love» заняла восьмое место в ежегодном итоговом канадском чарте Top 100 Hit Tracks 1990 года. 12 августа «Vision of Love» появилась в австралийском чарте Australian Singles Chart на 45 позиции, позже песня достигла своего максимума на девятом месте и находилась в самом чарте на протяжении 15 недель, пока не исчезла из него 25 ноября 1990 года. Австралийская ассоциация звукозаписывающих компаний (ARIA) присудила песне золотой сертификат за продажи более 35 000 экземпляров сингла.
14 июля композиция вошла в нидерландский чарт на 99 позиции и провела в нём 17 недель, достигнув своего пика на восьмом месте. 10 ноября «Vision of Love» дебютировала во французском чарте French Singles Chart на 39 месте. Песня поднялась до 25 строчки чарта и удерживала позицию в течение двух недель; композиция находилась в чарте 14 недель. Песня провела полтора месяца в ирландском чарте и поднялась до десятого места. «Vision of Love» лидировала две недели подряд в чарте Новой Зеландии. После 24 недель пребывания в чарте песня получила золотой сертификат от Новозеландской ассоциации звукозаписывающих компаний (RIANZ) за продажи более 7500 экземпляров сингла. Песня появилась в британском чарте UK Singles Chart на 74 месте 4 августа 1990 года. На седьмой неделе «Vision of Love» достигла максимума на девятой позиции. Согласно MTV, продажи сингла на территории Великобритании превышают отметку 170 000 экземпляров.

### Награды и наследие
20 февраля 1991 года «Vision of Love» получила три номинации на 33-й церемонии «Грэмми»: «Лучшая запись года», «Лучшая песня года» и «Лучший женский вокал в поп-музыке», которую она выиграла. Кроме того, песня победила в номинациях «Лучший сингл в стиле R&B или соул с женским вокалом» и «Песня года» на церемониях Soul Train Music Award и BMI Pop Awards соответственно. Девон Пауэрс из международного электронного журнала PopMatters сказал об альбоме Greatest Hits: «Песни в сборнике хитов имеют хронологический порядок замечательной карьеры Мэрайи Кэри, начиная с „Vision of Love“ — сингла 1990 года, который принёс певице мгновенную славу. И до сих пор, после столь многих лет и песен, он безусловно лучший [из её синглов], если не самый лучший, — и это простое свидетельство её невероятного пения, которое и принесло Мэрайе постоянное место в истории поп-культуры». Пауэрс добавил: «С первых аккордов песня начинается с претензией на легендарность — грохот гонга стихает под уверенным, вдохновляющим госпел-голосом Мэрайи, и это грандиозно».
VH1 назвал «Vision of Love» четырнадцатой великой песней 1990-х годов. Портал About.com поставил песню на четвёртое место в списке десяти лучших хитов 1990 года и на 28 позицию в своём списке ста лучших поп-песен 1990-х. Журнал Entertainment Weekly включил песню в список «10 Великих песен Караоке» с пометкой: «Вы не сможете спеть эту песню. Серьёзно. Попытка спеть эту песню будет похожа на забавный вызов, но три минуты, пять октав и последняя нота продолжительностью в 10 секунд… Вы поймете, что не победили эту песню. «Vision of Love» победит Вас!». Музыкальный критик Элиза Гарднер из ежедневной газеты USA Today назвала «Vision of Love» одной из самых интригующих записей, сказав, что это лучшая песня Мэрайи по сей день. T. Филд и исследовательская группа обнаружили, что «Vision of Love» — одна из песен, которая производит физиологический и биохимический эффекты на угнетённых девушек-подростков. R&B-певица Бейонсе сказала, что она начала заниматься вокалом после первого прослушивания песни «Vision of Love». Точно так же поп-певица Кристина Агилера упомянула песню и Мэрайю Кэри, которые повлияли на её музыкальную карьеру; она говорила: «Я полностью равнялась на Мэрайю с тех пор, как услышала песню „Vision of Love“».

## Музыкальный видеоклип

### Предыстория
После завершения работы над альбомом лейбл Sony назначил Бояна Бозелли режиссёром музыкального видеоклипа. Когда съёмки были закончены, представители звукозаписывающей компании решили, что результат не так хорош, как сама песня. Пересмотрев видео ещё раз, они пришли к мысли о его пересъёмке с изменениями в сюжете, декорациях и образе певицы. Представители считали, что работа с Мэрайей должна быть более приоритетной, по сравнению с другими артистами лейбла, отрицая то, что Мэрайя является причиной пересъёмки: «Лейбл потратил 200 000 долларов на создание музыкального видеоклипа, но Мэрайю не устроил окончательный вариант. Ничего страшного». Другой представитель Sony сказал, что общие затраты на производство двух видеоклипов составляют более 450 000 долларов. После сделанных заявлений Дон Айннер, президент Sony, опроверг слухи, сказав, что это «полная чушь», и добавил: «Если не торопиться и приложить усилия, которые мы сделали для Мэрайи на каждом уровне, то можно добиться успеха, это очевидно — мы шли по правильному пути. Даже если потребуются дополнительные средства, чтобы сделать большой всплеск в чартах мира, мы пойдём вперед и добьёмся своего».

### Сюжет
Действие клипа происходит в большой, подобно собору, комнате с винтовыми лестницами по обе стороны. На протяжении всего видео пейзаж, который просматривается за окном собора, меняется несколько раз от облачного, затем солнечного дня до пылающего заката. В самом начале музыкального видеоклипа Мэрайя показана в облегающем чёрном джемпере с длинными кудрявыми волосами золотистого цвета. Она сидит на подоконнике у большого окна и смотрит на меняющийся цвет неба. По мере продвижения клипа Мэрайя сидит на качелях и держит в руках маленькую чёрную собаку. После второго куплета в середине комнаты появляется большой микрофон, в который певица начинает петь на фоне пейзажей за окном. На последних секундах клипа певица улыбается и смотрит на луг. По словам Криса Никсона, во время сцен, когда Мэрайя сидит у окна, очевидно, что она молится и чувствует связь с Богом. Также он отметил, что наряду с текстом песни о вере и мольбе, такие моменты в клипе похожи на действительную связь с Всевышним «рука об руку».

## Концертные выступления
Мэрайя Кэри пела «Vision of Love» на нескольких телевизионных программах в прямом эфире и на церемониях награждений, как в Соединённых Штатах Америки, так и в Европе. Первое выступление перед зрительской аудиторией состоялось на ток-шоу The Arsenio Hall Show, где к ней присоединилось мужское трио Billie T. Scott Ensemble в качестве бэк-вокала. Позже она появилась на телевидении в нью-йоркском клубе TATU Club, где помимо своего дебютного сингла она спела песню Бена Кинга «Don't Play That Song (You Lied)». В сентябре 1990 года, с целью продвижения нового альбома, Мэрайя выступила на телепередаче Good Morning America. В последующие месяцы она исполняла песню на таких значительных телепрограммах и церемониях, как The Tonight Show Starring Johnny Carson, Шоу Опры Уинфри и на 33-й церемонии «Грэмми». Мэрайя выступала с «Vision of Love» в программах Wogan в Великобритании, а также на Avis de Recherche и Le Monde Est A Vous во Франции. В июле 1993 года состоялась запись выступления Мэрайи с песней в концертном зале Proctor’s Theatre. В декабре того же года запись концерта была выпущена на видеокассете под названием Here Is Mariah Carey.
«Vision of Love» была спета на нескольких концертных турах певицы, начиная с Music Box Tour. Во время исполнения песни Мэрайя была одета в чёрный плащ, брюки и кожаные сапоги. Её волосы были кудрявыми, как на обложке дебютного альбома; в песне также приняли участие бэк-вокалисты Трей Лоренс, Мелани Дэниелс и Келли Прайс. Мэрайя включала «Vision of Love» в сет-листы следующих концертных туров: Daydream World Tour (1996), Butterfly World Tour (1998), Rainbow World Tour (2000), Charmbracelet World Tour: An Intimate Evening with Mariah Carey (2002-03) и The Adventures of Mimi Tour (2006).

## Список композиций
| - 7-дюймовый сингл, выпущенный во всем мире 1. «Vision of Love» — 3:28 2. Попурри «Prisoner/All in Your Mind/Someday» — 5:43 - Промо-CD сингл, выпущенный в Канаде 1. «Vision of Love» — 3:31 - 7-дюймовый сингл, выпущенный в Великобритании 1. «Vision of Love» — 3:28 2. «Sent from Up Above» — 4:05 - CD макси-сингл, выпущенный в Великобритании 1. «Vision of Love» — 3:28 2. «Sent from Up Above» — 4:05 3. Попурри «Prisoner/All in Your Mind/Someday» — 5:43 | - 12-дюймовый макси-сингл, выпущенный в Европе 1. «Vision of Love» — 3:28 2. Попурри «Prisoner/All in Your Mind/Someday» — 5:43 3. «Sent from Up Above» — 4:05 - Mini-CD сингл, выпущенный в Нидерландах 1. «Vision of Love» — 3:28 2. Попурри «Prisoner/All in Your Mind/Someday» — 5:43 3. «Sent from Up Above» — 4:05 - Кассетный сингл, выпущенный в США 1. «Vision of Love» — 3:28 2. Попурри «Prisoner/All in Your Mind/Someday» — 5:43 |

## Творческая группа
Информация взята из обложки альбома Mariah Carey.
- Авторы песни — Мэрайя Кэри, Бен Маргулис
- Музыкальные продюсеры — Ретт Лоуренс, Нарада Майкл Уолден
- Музыкальные инструменты и программирование — Ретт Лоуренс, Джимми Рипп
- Звукозапись — Ретт Лоуренс
- Звукорежиссёр — Нарада Майкл Уолден
- Бэк-вокал — Мэрайя Кэри
- Музыкальное программирование — Бен Маргулис, Маркус Миллер, Рэн Клайс
- Сведе́ние — Ретт Лоуренс, Нарада Майкл Уолден

## Чарты
| Недельный чарт (1990)               | Высшая позиция |
| ----------------------------------- | -------------- |
| Австралия                           | 9              |
| Канада                              | 1              |
| Нидерланды                          | 8              |
| Франция                             | 25             |
| Германия                            | 17             |
| Ирландия                            | 10             |
| Новая Зеландия                      | 1              |
| Швеция                              | 17             |
| Швейцария                           | 24             |
| Великобритания                      | 9              |
| США Billboard Hot 100               | 1              |
| США Billboard Hot R&B/Hip-Hop Songs | 1              |
| США Billboard Adult Contemporary    | 1              |

| Конец 1990 года (Чарт) | Позиция |
| ---------------------- | ------- |
| Канада                 | 8       |
| Нидерланды             | 72      |
| США Billboard Hot 100  | 6       |

| Чарт (1990-1999)      | Позиция |
| --------------------- | ------- |
| США Billboard Hot 100 | 91      |

| Страна (Поставщик)     | Сертификат |
| ---------------------- | ---------- |
| Австралия (ARIA)       | Золотой    |
| Новая Зеландия (RIANZ) | Золотой    |
| США (RIAA)             | Золотой    |